# Jan Vriend
Jan Vriend, né en novembre 1938 à Benningbroek, en Hollande-Septentrionale, aux Pays-Bas, est un pianiste, chef d'orchestre et compositeur néerlandais. Il vit dans le Gloucestershire depuis 1984.
De 1960 à 1967, il a étudié au conservatoire d’Amsterdam avec Else Krijgsoman (piano), Anthon van der Horst et Jan Felderhof (théorie musicale) et Ton de Leeuw (composition).